# دلهميات
دلهميات أو سلحفاة نهاشة (بالإنجليزية: Snapping turtle) (باللاتينية: Chelydridae) هي فصيلة سلاحف ، وقد وجدت حفريات لها في أمريكا الشمالية ، واسيا وأوروبا ، طولها يصل من 10 إلى 12 بوصة وتزن حوالي 35 رطل ولها رأس كبيرة وذيل طويل وتتغذى على النباتات والحيوانات.

## معرض صور

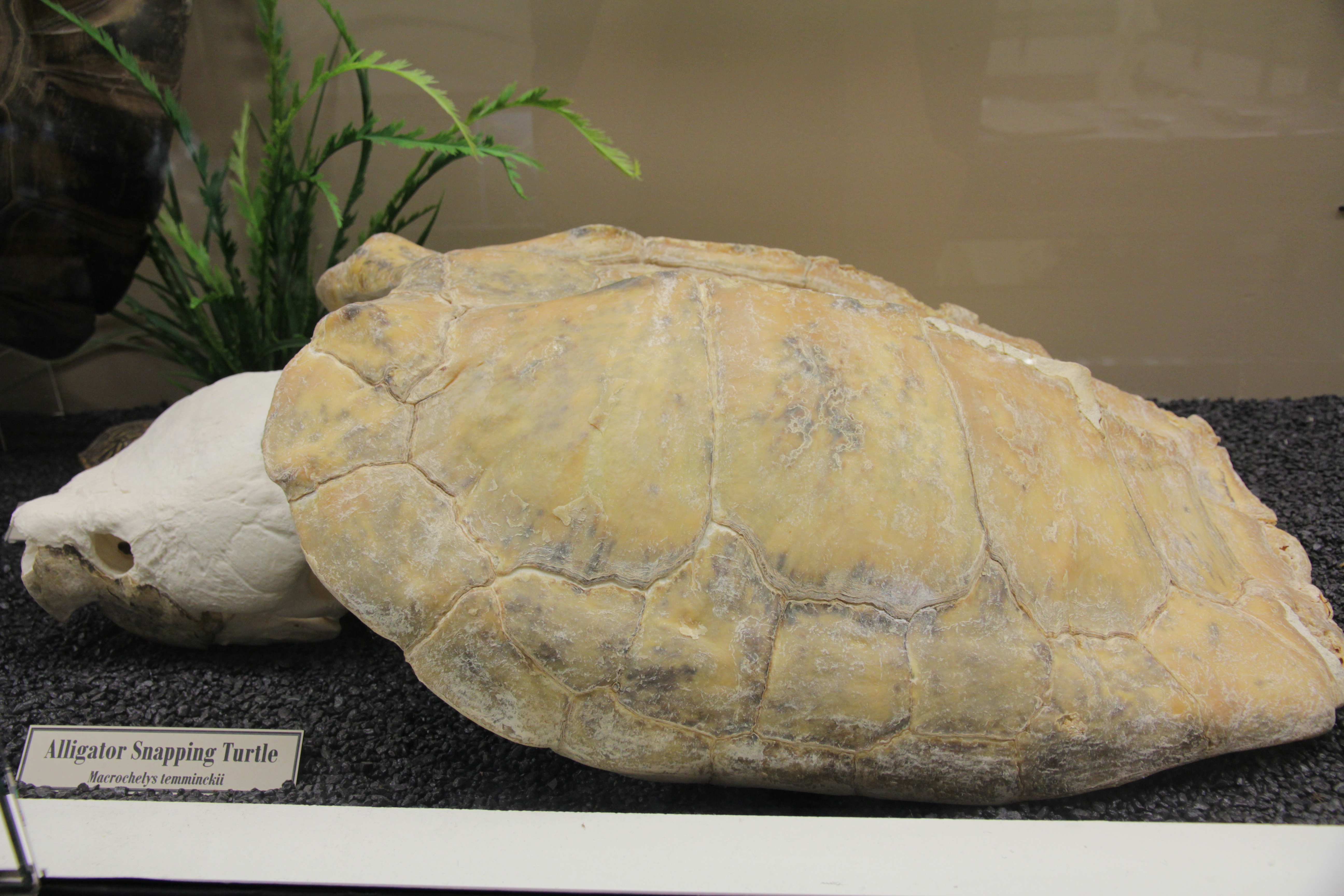
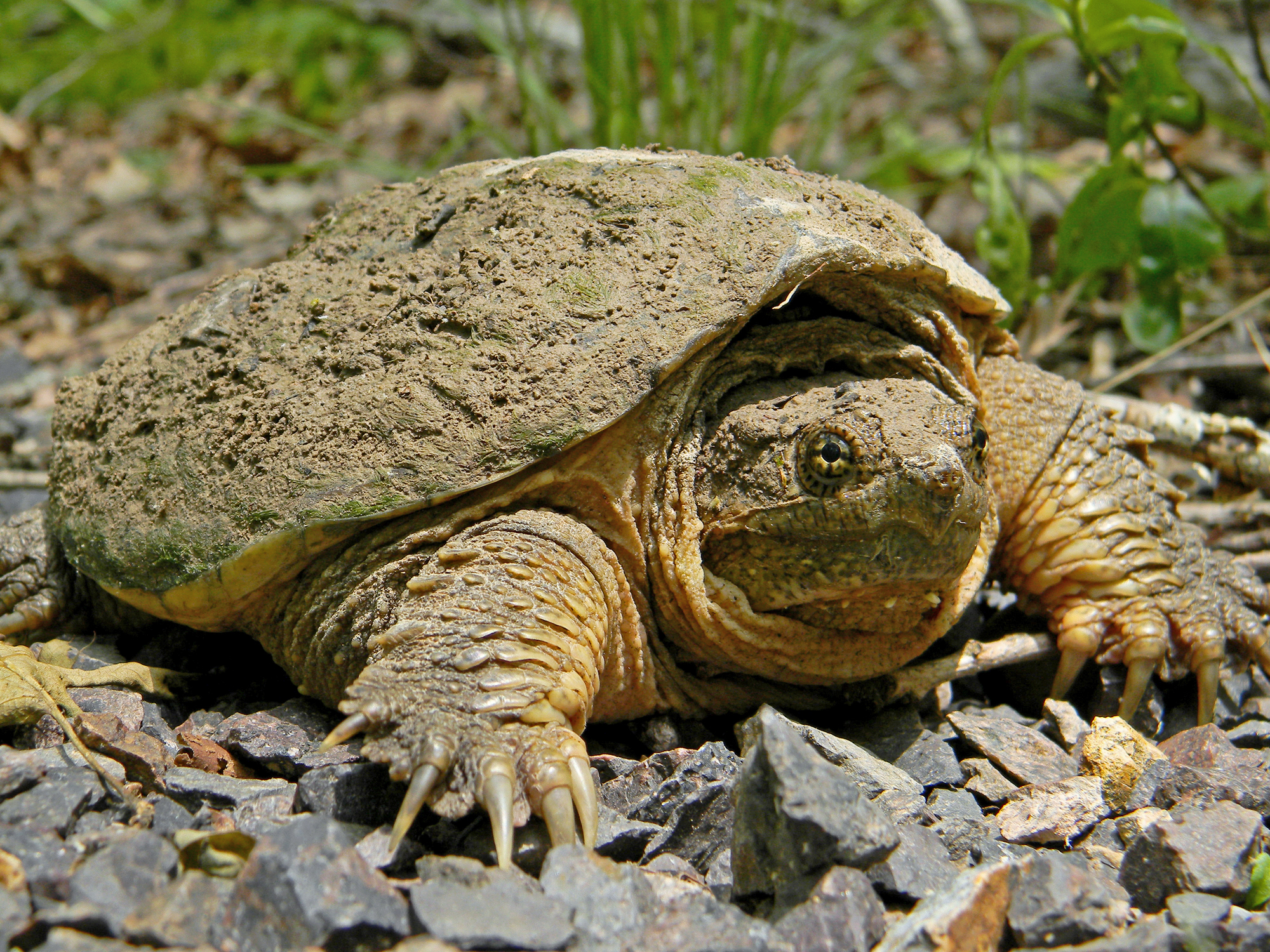
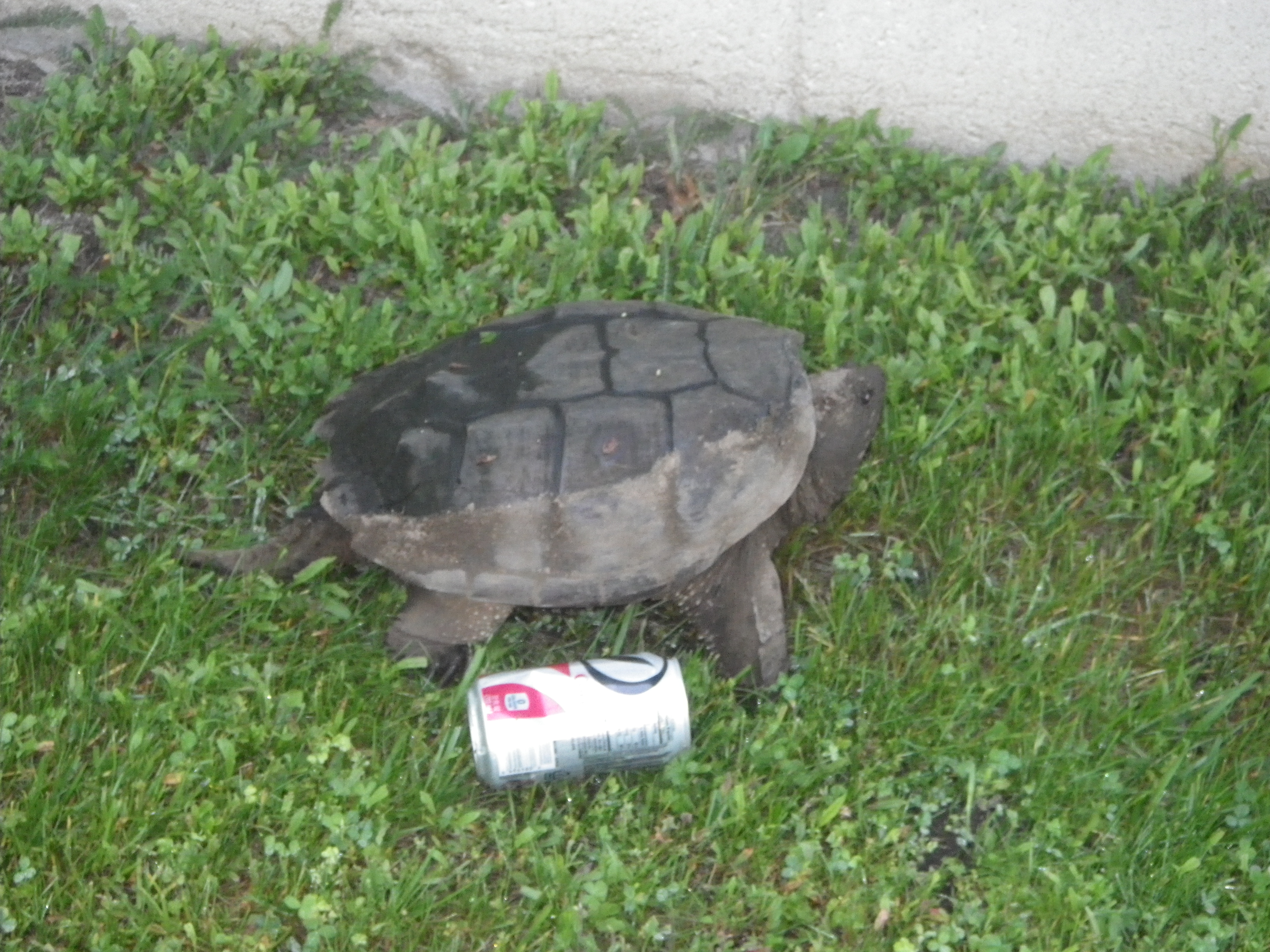
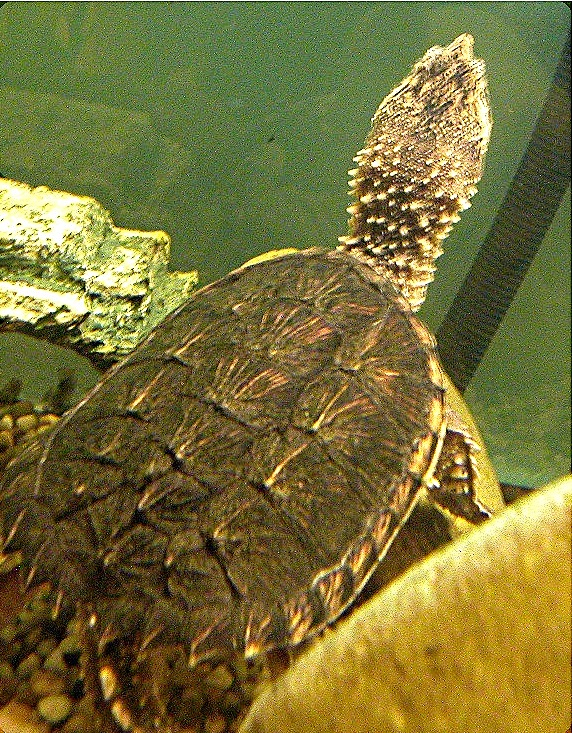
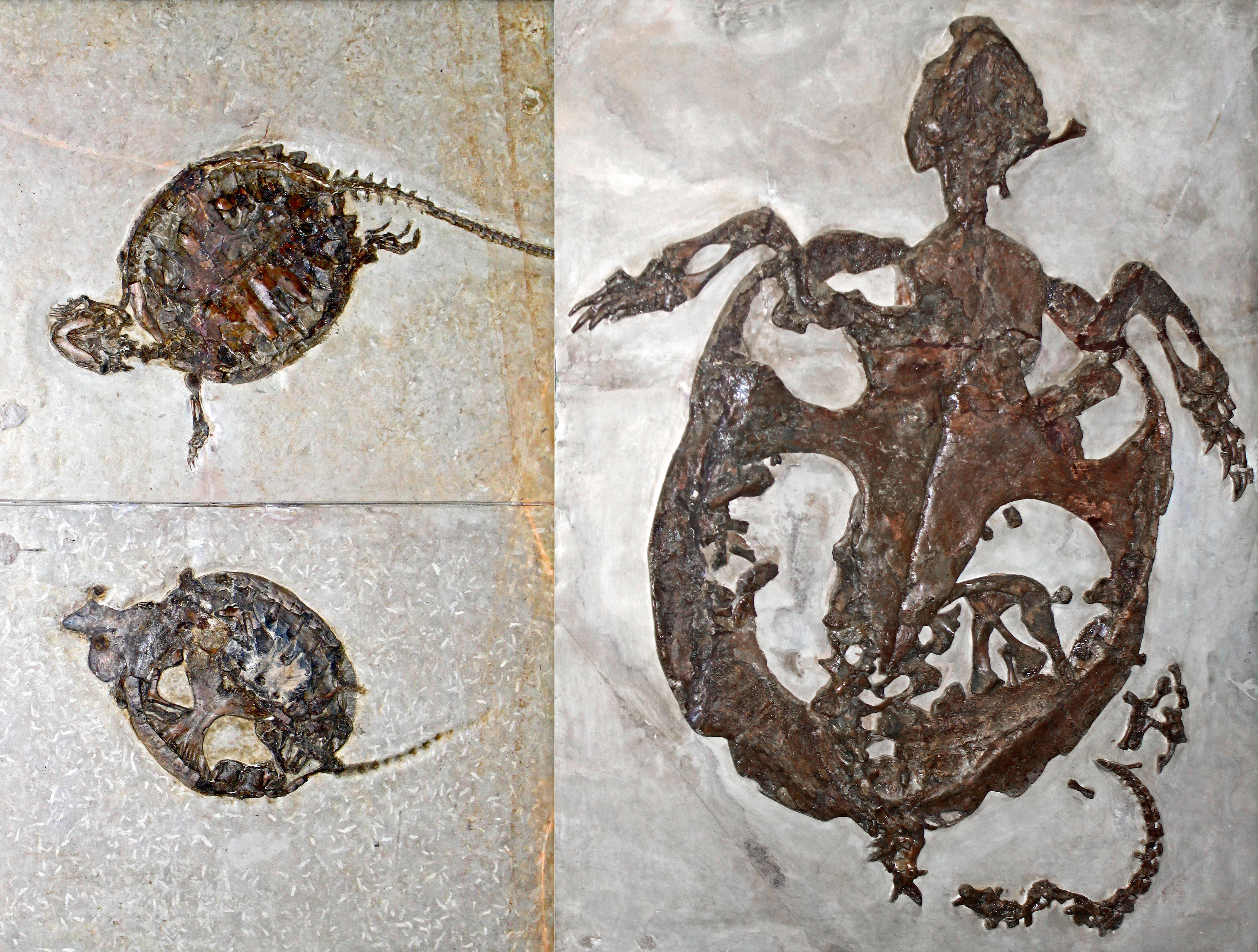